# 核相
核相（かくそう）とは、細胞核内の染色体の構成の状態を指す用語。
例えばヒトの体細胞では通常、母親からの23本、父親からの23本、それぞれ染色体が存在するが、これらは1番染色体で1組（2本）、2番染色体で1組（2本）、という風に組となって構成されており、この場合「核相は複相（ふくそう）である」や「核相は 2n=46 である」と表現される。
一方、同じ種のヒトであっても生殖細胞においては、その生成過程で減数分裂が行われることから、1番染色体は1本、2番染色体は1本、という風な構成となっている。これを指して「核相は単相（たんそう）である」や「核相は n=23 である」と表現される。